# Helt af Ukraine
Helt af Ukraine (ukrainsk: Герой України, tr. Geroj Ukrajiny, dvs. "Ukraines helt") er en ukrainsk orden. Udmærkelsen blev indstiftet 23. august 1998 af Ukraines præsident. Den, som hædres med ærestitlen, modtager samtidig et af to ordenstegn, enten Ordenen den gyldne stjerne eller Statsmagtens orden. Æresbevisningen tildeles af Ukraines præsident og er landets fornemste udmærkelse.
Det historiske forbillede kan føres tilbage til ordenen Sovjetunionens Helt.

## Insignier
Den, som hædres med æresbevisningen Helt af Ukraine, tildeles som synligt tegn enten et ordenstegn bestående af en femtakket stjerne lagt på en egekrans eller en trefork, mærket i Ukraines nationalvåben, også denne lagt på en egekrans. Dette er henholdsvis Ordenen den gyldne stjerne og Statsmagtens orden. Begge ordenstegn er lavet af guld og er ophængt i et bånd i farverne blåt og gult, Ukraines flagfarver.
Den gyldne stjerne tildeles som regel på grundlag af en heltedåd, mens Statsmagtens orden gives for anden fortjenstfuld indsats. 

## Kendte modtagere
Modtagerne omfatter blandt andet Ukraines første præsident efter selvstændigheden, Leonid Kravtjuk, popstjernen Sofia Rotaru, fodboldspilleren Andrij Sjevtjenko, bokseren Vitalij Klitsjko og stangspringeren Sergej Bubka. Både den myrdede journalist Georgij Gongadze, og lederen for UPA-guerillaen Roman Sjukhevitj blev tildelt udmærkelsen posthumt. Imidlertid blev Sjukhevitj atter frataget æresbevisningen af en domstol i Donetsk oblast den 2. april 2010.
Hæderen tilfaldt også ukrainske soldater involveret i begivenhederne omkring Slangeøen og det russiske krigsskib Moskva.